# گزان بزین (فنوج)
گزان بزین، روستایی در دهستان کتیج بخش کتیج شهرستان فنوج در استان سیستان و بلوچستان ایران است. این روستا در فاصله ۷۸ کیلومتری فنوج قرار دارد و یکی از دور افتاده‌ترین و محروم‌ترین روستاهای شهرستان فنوج به حساب می‌آید.

## جمعیت
بر پایه سرشماری عمومی نفوس و مسکن در سال ۱۳۹۵، جمعیت این روستا برابر با ۲۲ نفر (۵ خانوار) بوده است.